# Temporada 1990-91 de los Chicago Bulls
La temporada 1990-91 fue la vigesimoquinta de los Chicago Bulls en la NBA. La temporada regular acabaron con 61 victorias y 21 derrotas, ocupando la primera posición de la Conferencia Este, clasificándose para los playoffs, en los que acabarían resultando campeones, tras derrotar en las Finales a Los Angeles Lakers. Sería el primero de los seis anillos que conseguirían los Bulls con Phil Jackson en el banquillo, en las ocho temporadas siguientes.

## Elecciones en elDraft
| Ronda | Puesto | Jugador    | Posición | Nacionalidad | Universidad/Club |
| ----- | ------ | ---------- | -------- | ------------ | ---------------- |
| 2     | 29     | Toni Kukoč | Alero    | Yugoslavia   | KK Split         |

## Temporada regular
| División Central    | División Central | División Central | División Central | División Central | División Central | División Central | División Central | División Central |
| Equipo              | G                | P                | %                | PD               | Casa             | Fuera            | Div              |                  |
| ------------------- | ---------------- | ---------------- | ---------------- | ---------------- | ---------------- | ---------------- | ---------------- | ---------------- |
| y-Chicago Bulls     | 61               | 21               | .744             | —                | 35–6             | 26–15            | 25–5             |                  |
| x-Detroit Pistons   | 50               | 32               | .610             | 11               | 32–9             | 18–23            | 19-11            |                  |
| x-Milwaukee Bucks   | 48               | 34               | .585             | 13               | 33–8             | 15–26            | 16–14            |                  |
| x-Atlanta Hawks     | 43               | 39               | .524             | 18               | 29–12            | 14–27            | 11–19            |                  |
| x-Indiana Pacers    | 41               | 41               | .500             | 20               | 29-12            | 12–29            | 15-15            |                  |
| Cleveland Cavaliers | 33               | 49               | .402             | 28               | 23–18            | 10–31            | 11-19            |                  |
| Charlotte Hornets   | 26               | 56               | .317             | 35               | 17–24            | 9–32             | 8–22             |                  |

## Playoffs

### Primera ronda
Chicago Bulls  vs. New York Knicks
| Fecha       | Partido                               | Ciudad     |
| ----------- | ------------------------------------- | ---------- |
| 25 de abril | Chicago Bulls 126, New York Knicks 85 | Chicago    |
| 28 de abril | Chicago Bulls 89, New York Knicks 79  | Chicago    |
| 30 de abril | New York Knicks 94, Chicago Bulls 103 | Nueva York |
|             | Chicago Bulls gana las series 3-0     |            |

### Semifinales de Conferencia
Chicago Bulls  vs. Philadelphia 76ers
| Fecha      | Partido                                   | Ciudad       |
| ---------- | ----------------------------------------- | ------------ |
| 4 de mayo  | Chicago Bulls 105, Philadelphia 76ers 92  | Chicago      |
| 6 de mayo  | Chicago Bulls 112, Philadelphia 76ers 100 | Chicago      |
| 10 de mayo | Philadelphia 76ers 99, Chicago Bulls 97   | Philadelphia |
| 12 de mayo | Philadelphia 76ers 85, Chicago Bulls 101  | Philadelphia |
| 14 de mayo | Chicago Bulls 100, Philadelphia 76ers 95  | Chicago      |
|            | Chicago Bulls gana las series 4-1         |              |

### Finales de conferencia
Chicago Bulls  vs. Detroit Pistons
| Fecha      | Partido                                | Ciudad  |
| ---------- | -------------------------------------- | ------- |
| 19 de mayo | Chicago Bulls 94, Detroit Pistons 83   | Chicago |
| 21 de mayo | Chicago Bulls 105, Detroit Pistons 97  | Chicago |
| 25 de mayo | Detroit Pistons 107, Chicago Bulls 113 | Detroit |
| 27 de mayo | Detroit Pistons 94, Chicago Bulls 115  | Detroit |
|            | Chicago Bulls gana las series 4-0      |         |

### Finales de la NBA
Chicago Bulls vs. Los Angeles Lakers
| Fecha       | Partido                                   | Ciudad      |
| ----------- | ----------------------------------------- | ----------- |
| 2 de junio  | Chicago Bulls 91, Los Angeles Lakers 93   | Chicago     |
| 5 de junio  | Chicago Bulls 107, Los Angeles Lakers 86  | Chicago     |
| 7 de junio  | Los Angeles Lakers 96, Chicago Bulls 104  | Los Angeles |
| 9 de junio  | Los Angeles Lakers 82, Chicago Bulls 91   | Los Angeles |
| 12 de junio | Los Angeles Lakers 101, Chicago Bulls 108 | Los Angeles |
|             | Chicago Bulls gana las finales 4-1        |             |

## Estadísticas

### Temporada regular
| Rk | Jugador          | Edad | P  | PT | MP   | TC   | TCI  | %TC  | T3  | T3I | %T3  | TL  | TLI | %TL  | RO  | RD  | RT  | AS  | RB  | TAP | BP  | FP  | PTS  |
| -- | ---------------- | ---- | -- | -- | ---- | ---- | ---- | ---- | --- | --- | ---- | --- | --- | ---- | --- | --- | --- | --- | --- | --- | --- | --- | ---- |
| 1  | Michael Jordan   | 27   | 82 | 82 | 37.0 | 12.1 | 22.4 | .539 | 0.4 | 1.1 | .312 | 7.0 | 8.2 | .851 | 1.4 | 4.6 | 6.0 | 5.5 | 2.7 | 1.0 | 2.5 | 2.8 | 31.5 |
| 2  | Scottie Pippen   | 25   | 82 | 82 | 36.8 | 7.3  | 14.1 | .520 | 0.3 | 0.8 | .309 | 2.9 | 4.1 | .706 | 2.0 | 5.3 | 7.3 | 6.2 | 2.4 | 1.1 | 2.8 | 3.3 | 17.8 |
| 3  | Horace Grant     | 25   | 78 | 76 | 33.9 | 5.1  | 9.4  | .547 | 0.0 | 0.1 | .167 | 2.5 | 3.6 | .711 | 3.4 | 5.0 | 8.4 | 2.3 | 1.2 | 0.9 | 1.2 | 2.6 | 12.8 |
| 4  | Bill Cartwright  | 33   | 79 | 79 | 28.8 | 4.0  | 8.2  | .490 | 0.0 | 0.0 |      | 1.6 | 2.3 | .697 | 2.1 | 4.0 | 6.2 | 1.6 | 0.4 | 0.2 | 1.4 | 2.1 | 9.6  |
| 5  | John Paxson      | 30   | 82 | 82 | 24.0 | 3.9  | 7.0  | .548 | 0.5 | 1.2 | .438 | 0.4 | 0.5 | .829 | 0.2 | 0.9 | 1.1 | 3.6 | 0.8 | 0.0 | 0.8 | 1.7 | 8.7  |
| 6  | B.J. Armstrong   | 23   | 82 | 0  | 21.1 | 3.7  | 7.7  | .481 | 0.2 | 0.4 | .500 | 1.2 | 1.4 | .874 | 0.3 | 1.5 | 1.8 | 3.7 | 0.9 | 0.0 | 1.3 | 1.4 | 8.8  |
| 7  | Stacey King      | 24   | 76 | 6  | 15.8 | 2.1  | 4.4  | .467 | 0.0 | 0.0 | .000 | 1.4 | 2.0 | .704 | 0.9 | 1.8 | 2.7 | 0.9 | 0.3 | 0.6 | 1.2 | 1.8 | 5.5  |
| 8  | Will Perdue      | 25   | 74 | 3  | 13.1 | 1.6  | 3.2  | .494 | 0.0 | 0.0 | .000 | 1.0 | 1.5 | .670 | 1.6 | 2.9 | 4.5 | 0.6 | 0.3 | 0.8 | 1.0 | 2.0 | 4.1  |
| 9  | Cliff Levingston | 30   | 78 | 0  | 13.0 | 1.6  | 3.6  | .450 | 0.0 | 0.1 | .250 | 0.8 | 1.2 | .648 | 1.3 | 1.6 | 2.9 | 0.7 | 0.4 | 0.6 | 0.6 | 1.8 | 4.0  |
| 10 | Dennis Hopson    | 25   | 61 | 0  | 11.9 | 1.7  | 4.0  | .426 | 0.0 | 0.1 | .200 | 0.9 | 1.4 | .663 | 0.8 | 1.0 | 1.8 | 1.1 | 0.4 | 0.2 | 1.0 | 1.3 | 4.3  |
| 11 | Craig Hodges     | 30   | 73 | 0  | 11.5 | 2.0  | 4.7  | .424 | 0.6 | 1.6 | .383 | 0.4 | 0.4 | .963 | 0.1 | 0.4 | 0.6 | 1.3 | 0.5 | 0.0 | 0.5 | 1.0 | 5.0  |
| 12 | Scott Williams   | 22   | 51 | 0  | 6.6  | 1.0  | 2.0  | .510 | 0.0 | 0.0 | .500 | 0.4 | 0.5 | .714 | 0.8 | 1.1 | 1.9 | 0.3 | 0.2 | 0.3 | 0.5 | 1.0 | 2.5  |

### Playoffs
| Rk | Jugador          | Edad | P  | PT | MP   | TC   | TCI  | %TC  | T3  | T3I | %T3  | TL  | TLI | %TL   | RO  | RD  | RT  | AS  | RB  | TAP | BP  | FP  | PTS  |
| -- | ---------------- | ---- | -- | -- | ---- | ---- | ---- | ---- | --- | --- | ---- | --- | --- | ----- | --- | --- | --- | --- | --- | --- | --- | --- | ---- |
| 1  | Scottie Pippen   | 25   | 17 | 17 | 41.4 | 8.4  | 16.6 | .504 | 0.2 | 1.0 | .235 | 4.7 | 5.9 | .792  | 2.2 | 6.7 | 8.9 | 5.8 | 2.5 | 1.1 | 3.2 | 3.4 | 21.6 |
| 2  | Michael Jordan   | 27   | 17 | 17 | 40.5 | 11.6 | 22.1 | .524 | 0.6 | 1.5 | .385 | 7.4 | 8.7 | .845  | 1.1 | 5.3 | 6.4 | 8.4 | 2.4 | 1.4 | 2.5 | 3.1 | 31.1 |
| 3  | Horace Grant     | 25   | 17 | 17 | 39.2 | 5.4  | 9.2  | .583 | 0.0 | 0.0 |      | 2.6 | 3.5 | .733  | 3.3 | 4.8 | 8.1 | 2.2 | 0.9 | 0.4 | 1.2 | 2.6 | 13.3 |
| 4  | Bill Cartwright  | 33   | 17 | 17 | 30.1 | 4.1  | 7.9  | .519 | 0.0 | 0.0 |      | 1.3 | 1.9 | .688  | 1.5 | 3.2 | 4.7 | 1.9 | 0.5 | 0.4 | 1.2 | 3.2 | 9.5  |
| 5  | John Paxson      | 30   | 17 | 17 | 28.6 | 3.6  | 6.9  | .530 | 0.1 | 0.8 | .143 | 0.8 | 0.8 | 1.000 | 0.1 | 1.2 | 1.4 | 3.1 | 0.6 | 0.0 | 0.4 | 1.9 | 8.2  |
| 6  | B.J. Armstrong   | 23   | 17 | 0  | 16.1 | 2.1  | 4.1  | .500 | 0.2 | 0.3 | .600 | 1.2 | 1.5 | .800  | 0.3 | 1.3 | 1.6 | 2.5 | 1.1 | 0.1 | 0.8 | 0.8 | 5.5  |
| 7  | Craig Hodges     | 30   | 17 | 0  | 12.3 | 1.9  | 4.6  | .423 | 0.6 | 1.6 | .393 | 0.2 | 0.2 | .750  | 0.0 | 0.2 | 0.2 | 0.6 | 0.6 | 0.0 | 0.6 | 1.2 | 4.7  |
| 8  | Will Perdue      | 25   | 17 | 0  | 11.6 | 1.7  | 3.1  | .547 | 0.0 | 0.0 |      | 0.7 | 1.3 | .545  | 1.9 | 1.9 | 3.8 | 0.2 | 0.1 | 0.5 | 0.8 | 2.4 | 4.1  |
| 9  | Cliff Levingston | 30   | 17 | 0  | 11.3 | 1.2  | 2.4  | .512 | 0.0 | 0.0 |      | 0.2 | 0.4 | .500  | 1.3 | 1.1 | 2.4 | 0.4 | 0.6 | 0.4 | 0.1 | 1.6 | 2.6  |
| 10 | Stacey King      | 24   | 11 | 0  | 7.8  | 0.7  | 2.5  | .296 | 0.0 | 0.1 | .000 | 0.6 | 1.0 | .636  | 0.8 | 1.2 | 2.0 | 0.2 | 0.1 | 0.1 | 0.8 | 1.4 | 2.1  |
| 11 | Scott Williams   | 22   | 12 | 0  | 6.0  | 0.5  | 1.1  | .462 | 0.0 | 0.1 | .000 | 0.9 | 1.7 | .550  | 0.3 | 1.3 | 1.7 | 0.3 | 0.1 | 0.3 | 0.3 | 1.3 | 1.9  |
| 12 | Dennis Hopson    | 25   | 5  | 0  | 3.6  | 0.4  | 1.2  | .333 | 0.0 | 0.0 |      | 0.8 | 1.8 | .444  | 0.4 | 0.4 | 0.8 | 0.2 | 0.0 | 0.2 | 0.2 | 0.4 | 1.6  |

## Galardones y récords
| Jugador        | Galardón |
| Michael Jordan | MVP de la NBA MVP de las Finales de la NBA Mejor quinteto de la NBA Mejor quinteto defensivo de la NBA All-Star Atleta del Año de Associated Press |
| Scottie Pippen | 2.º Mejor quinteto defensivo de la NBA |